# Toa Liona
Bruce Orlando Leaupepe (San José, 30 de enero de 1991) es un luchador profesional estadounidense. Actualmente trabaja para All Elite Wrestling (AEW), donde lucha bajo el nombre de Toa Liona y es miembro del grupo Cage of Agony. Además lucha para la promoción hermana de AEW, Ring of Honor (ROH).

## Carrera en la lucha libre profesional

### All Elite Wrestling / Ring of Honor (2020-presente)
Liona comenzó a luchar en el circuito independiente de Los Ángeles y Las Vegas en 2020. El 23 de octubre, hizo su debut en All Elite Wrestling en AEW Dark: Elevation, haciendo equipo con Mike Reed en una derrota ante FTR. El 24 de octubre, apareció en AEW Dark haciendo equipo con Bison XL, perdiendo ante 2point0.
El 1 de abril de 2022, Liona fue nombrada como una de las nuevas clientas de Tully Blanchard, y se asoció con Kaun para formar The Gates of Agony. El equipo derrotó a Shinobi Shadow Squad (Cheeseburger y Eli Isom) en el evento. El 25 de mayo, Liona se asoció con Juicy Finau en una lucha el Campeonato en Parejas de GCW, perdiendo ante BUSSY.
El 6 de julio, Gates of Agony hizo su debut en televisión en AEW en Rampage, derrotando a Jonathan Gresham y Lee Moriarty. El 23 de julio de 2022, en Death Before Dishonor, Prince Nana anunció que había comprado Tully Blanchard Enterprises y reformado The Embassy, con Cage, Kaun y Liona. Tras esto, derrotarían al equipo de Alex Zayne, Blake Christian y Tony Deppen durante el preshow. En Final Battle, The Embassy derrotó a Dalton Castle y The Boys, para ganar los Campeonatos Mundiales en Parejas de Seis Hombres de ROH.
Gates of Agony sufrió una derrota ante FTR en Battle of the Belts IV cuando desafiaron por el Campeonato Mundial en Parejas de ROH. En Rampage: Grand Slam, The Embassy perdió los Campeonatos Mundiales de Parejas de Seis Hombres de ROH ante los miembros de The Elite "Hangman" Adam Page y The Young Bucks. El 1 de noviembre de 2023, en Dynamite, The Embassy recuperó los títulos.
En el episodio del 8 de mayo de Dynamite, Cage and the Gates of Agony se volvieron contra Swerve Strickland, disolviendo a The Mogul Embassy en el proceso.

## Vida personal
Liona es de origen samoano y puertorriqueño. Liona se unió al equipo de fútbol americano San Diego State Aztecs en 2011, pero se vio obligado a dejar el fútbol americano debido a una lesión en la espalda.

## Campeonatos y logros
- Future Stars of Wrestling
  - FSW Tag Team Championship (1 vez) [17] - con Juicy Finau

- FSW Tag Team Championship
  - Urban Empire Championship (1 vez) [18]

- Ring of Honor
  - ROH World Six-Man Tag Team Championship (2 veces) - con Brian Cage y Kaun [19]